# Idea hemera
Idea hemera är en fjärilsart som beskrevs av Hans Fruhstorfer 1903. Idea hemera ingår i släktet Idea och familjen praktfjärilar. Inga underarter finns listade i Catalogue of Life.